# Dave Rubin
 (août 2016).
David Joshua « Dave » Rubin, né le 26 juin 1976 à Brooklyn est un comédien américain. 
Il anime sa propre émission diffusée sur YouTube. Il lance sa propre émission The Rubin Report et a été l'un des animateurs de l'émission de radio The Young Turks.
Dave Rubin traite de nombreux sujets comme le politiquement correct, la liberté d'expression, la politique, les médias, la religion, les affaires étrangères, et les différences entre le libéralisme (au sens américain du terme) et le progressisme. Il est notamment l'une des personnalités qui a popularisé la notion de « gauche régressive ».

## Biographie

### Jeunesse
Dave Rubin est né à Brooklyn (New York). Il est d'origine juive et est l'aîné de trois frères et sœurs.

### Carrière de comédien
En 1998, il commence à faire du stand-up à New York. En 1999, il devient stagiaire dans l'émission The Daily Show avec Jon Stewart.
En 2002, il co-fonde plusieurs clubs de comédie à New York, dont The Comedy Company à Times Square, où il continue à faire du stand-up jusqu'en 2007.

### Orientation politique
Dave Rubin se situe lui-même dans la mouvance libérale classique, et prend position contre certains aspects du mouvement progressiste, qu'il désigne comme la « gauche régressive », un terme inventé par le chroniqueur et homme politique britannique Maajid Nawaz. Il a notamment déclaré que « les régressistes représentent la version de gauche du Tea Party », et que le terme de « gauche régressive » s'applique également à ceux à gauche qui « utilisent des méthodes telles que le mensonge et la diffamation pour défendre leur cause ».
Rubin est un défenseur de la liberté d'expression et est hostile au politiquement correct.
Le 17 août 2016, Rubin apporte son soutien au candidat à l'élection présidentielle américaine du Parti libertarien Gary Johnson.

## Vie privée
Dave Rubin révèle publiquement son homosexualité en 2006. Il s'est marié le 27 août 2015 avec le producteur David Janet.